# Ulica sjećanja (televizijska serija)
Ulica sjećanja (tur. Yürek Çıkmazı) turska je dramska televizijska serija koju potpisuje Gold Film čija je prva epizoda emitirana u Turskoj 1. studenog 2022. godine. 
U Hrvatskoj se prikazivala na Novoj TV od 1. siječnja 2024.
Redatelji su Serdar Gözelekli i Bahadır İnce, a scenaristi su Ayla Hacıoğulları, Vilmer Özçınar i Toprak Karaoğlu. Glume: Ayça Bingöl, Alp Navruz, İrem Helvacıoğlu i Mesut Akusta. Serija je adaptirana prema istoimenom romanu Atike Hınçlıer, objavljenom 2018.

## Radnja
Serija prati tragičnu sudbinu Cennet Tekin i njezine djece. Kao dijete, Cennet sanja o tome da postane učiteljica, ali otac joj brani da uči i šalje je da radi u polju. Kada je napunila 16 godina, otišla je u Istanbul živjeti kod svoje tetke da radi u tkaonici. Međutim, kasnije se zaljubljuje i udaje za Yılmaz, koji pati od alkoholizma, manične ljubomore i poremećaja osobnosti. 
Jednog dana pronađena je mrtva u svojoj kući. Njezina smrt šokirala je sve, ali nakon pronalaska oporučnoga pisma život obitelji Tekin više nikada neće biti isti.

## Uloge

### Glavni likovi
| Lik                    | Glumac/glumica   |
| ---------------------- | ---------------- |
| Halil Tekin            | Alp Navruz       |
| Av. Zeynep Önder       | İrem Helvacıoğlu |
| Yılmaz Tekin           | Mesut Akusta     |
| Cennet Tekin           | Ayça Bingöl      |
| Feride Tekin/Büyükdere | Dilara Aksüyek   |